# Takanezawa, Tochigi
Takanezawa (高根沢町 Takanezawa-machi) là thị trấn thuộc huyện Shioya, tỉnh Tochigi, Nhật Bản. Tính đến ngày 1 tháng 10 năm 2020, dân số ước tính thị trấn là 29.229 người và mật độ dân số là 410 người/km2. Tổng diện tích thị trấn là 70,87 km2.

## Địa lý

### Đô thị lân cận
- Tochigi
  - Utsunomiya
  - Sakura
  - Nasukarasuyama
  - Ichikai
  - Haga